# Швалбах-Смит, Дженнифер
Дже́ннифер Мэ́ри Шва́лбах-Смит (англ. Jennifer Mary Schwalbach-Smith; 7 апреля 1971, Ньюарк, Нью-Джерси, США) — американская актриса, кинорежиссёр, кинопродюсер и журналистка.

## Биография
Дженнифер Мэри Швалбах родилась 7 апреля 1971 года в Ньюарке (штат Нью-Джерси, США), а выросла в Корал-Спрингс, штат Флорида. Её отец умер в 1994 году.
Дженнифер окончила Florida State University и University of California, начала карьеру в качестве журналистки в начале 1990-х годов. 25 апреля 1999 года она вышла замуж за режиссёра Кевина Смита. Снялась в его фильмах «Джей и Молчаливый Боб наносят ответный удар» (2001 год, в роли Мисси) и «Девушка из Джерси» (2004 год, роль Сьюзан). Всего она сыграла в семи фильмах и телесериалах, приняла участие в ряде проектов в качестве режиссёра и продюсера.
У Смитов есть дочь, Харли Квинн Смит (родилась 26.06.1999).